# Confederação sindical no Brasil
As confederações sindicais, no ordenamento do Direito do Trabalho, compõem a estrutura externa das relações coletivas do trabalho, que se mantiveram, como regra geral, classificadas como corporativistas, ou seja, dentro dos moldes parcialmente estabelecidos pela CLT, uma vez que, existem diversas pontuações sobre a organização dos sindicatos e seu funcionamento, como aspectos não recepcionados pela Constituição de 88, por traduzirem de forma direta intervenções e interferências administrativas por parte do Estado. Trata-se de uma Entidade Sindical de nível superior legítima para celebrar negociações coletivas e torna a Convenção Coletiva de Trabalho e o Acordo Coletivo de Trabalho dois diplomas negociais com especificidades.
Exemplos de Confederações de Trabalhadores: Confederação Nacional de Trabalhadores Liberais Universitários Regulamentados (CNTU); Confederação Nacional dos Trabalhadores na Indústria (CNTI); Confederação Nacional dos Trabalhadores na Agricultura (Contag); Confederação Nacional dos Trabalhadores em Comunicações e Publicidade (Contcop); Confederação Nacional dos Trabalhadores no Comércio (CNTC); etc.
São exemplos de Confederações de Empregadores: Confederação Nacional da Agricultura; Confederação Nacional do Comércio; Confederação Nacional da Indústria; Confederação Nacional das Empresas de Crédito; etc.

## História
A estrutura Sindicato, Federação e Confederação se deu início com a Consolidação das Leis Trabalhistas em 1943 e por meio dos anos foram alteradas muitas coisas e condições por meio de leis e decretos. No entanto, o começo do movimento de sindicatos foi logo após o período escravocrata, onde formavam-se grupos para pensar e conquistar direitos, pois o meio de trabalho nessa época era muito precário, devido aos rastros da escravidão que ainda perduravam no Brasil e foi com os trabalhadores estrangeiros que vieram para o pais que se deu inicio a esses pensamentos. Porém apenas no século XX o movimento criou força e passou de ideias para construções de verdadeiros sindicatos.

## Confederação
A confederação obedece a um princípio de união, ou seja, obrigatoriamente, é formada por organizações que possuem as mesmas atividades econômicas e representatividade profissional, sendo uma Entidade Sindical única, que possui sede em Brasília. Entretanto, são incluídas, sob a forma de grupos que se encaixam nesses troncos, outras atividades meramente similares ou conexas. Assim a Confederação Nacional da Indústria agrupa os diversos tipos de indústrias: alimentação, vestuário, construção e mobiliário, extrativas, etc.
As Confederações em sua maioria são formadas por diversas Federações, sendo o número mínimo de 3 apenas exemplificativo. Entre as competências da Confederação estão celebrar acordo e convenção coletiva de âmbito nacional ou supletivamente a Federação ou ao Sindicato e instaurar dissidio coletivo nos termos do art. 857 da CLT.
Há que se ressaltar para além do princípio da união, a existência do princípio da subsidiariedade que afeta as entidades sindicais, uma vez que nenhuma negociação coletiva, seja sob forma de acordos ou convenções, pode se firmar na ausência do sindicato, ou seja, sem representatividade, caso contrário as decisões ali tomadas não produzem efeitos.
Dentro dos componentes da estrutura externa do sindicato, há as entidades estatais, que de forma fictícia, compõem uma espécie de pirâmide organizacional, sendo composta em seu piso, pelo sindicado (stricto sensu), em seu meio, pela Federação e, em sua ponta, pela Confederação.

### Organização
A organização estrutural da Confederação é formada por quantos diretores for necessário, conforme o estatuto dela mencionar, visto que não tem relação de emprego e é formada também por conselho fiscal que é composto de três membros que são responsáveis pela fiscalização da gestão financeira, assim como esta presente na formação da Confederação o conselho de representantes compostos de dois representantes de cada Federação, elas que votam e elegem os diretores, que aprovam as contas

### Diferenças entre federação e confederação
As diferenças entre esses dois conceitos são basicamente hierárquicos, sendo a Federação regional formada por sindicados que em regra são locais. Sendo ambas responsáveis pelas mesmas competências apenas em grau de alcance diferentes.

## Estrutura sindical
A estrutura sindical do Brasil, em regras gerais, manteve-se dentro dos padrões corporativistas, que não foram inteiramente revogados pela Constituição Federal do Brasil de 1988.
Há uma estrutura, em forma de pirâmide. Na base, o sindicato. No meio, as Federações Sindicais, e em sua cúpula as Confederações Sindicais. Mauricio Godinho Delgado indica que "as centrais sindicais não compõem o modelo corporativista, sendo, de certo modo seu contraponto. A jurisprudência não lhes tem reconhecido os poderes inerentes às entidades sindicais, principalmente a representação jurídica".
O sindicato que compõe a base é o sistema sindical único, organizado por categoria profissional ou categoria diferenciada e categoria econômica. As federações, que figuram no meio, são formadas pela junção de ao menos cinco sindicatos da mesma categoria profissional e por fim, a Confederação resulta da junção de no mínimo três federações sindicais, sendo respeitadas as categorias as quais representam, conforme artigo 535 da CLT. Vale ressaltar que as Centrais Sindicais, segundo a jurisprudência brasileira, não são reconhecidas como legítimas para a representação numa negociação coletiva, por não estarem tipificadas na lei, sobrepondo-se sociopoliticamente à estrutura sindical prevista na CLT.
“No caso de categorias inorganizadas em sindicatos, a federação assume a correspondente legitimidade para discutir e celebrar convenções coletivas de trabalho. Inexistindo também federação, assume a legitimidade correspondente confederação (art. 611, § 2º, CLT).”
Tal critério não deve ser utilizado somente com relação à Convenção Coletiva de Trabalho, em se tratando de acordo coletivo de trabalho, aplica-se o mesmo critério aqui exposto: inorganizada a categoria, os trabalhadores de certa empresa podem pleitear à respectiva federação ou, em sua falta, confederação, que assuma a legitimidade para a discussão e celebração de acordo coletivo de trabalho.
Assim, na ausência ou omissão da representação sindical, firmada em determinada base territorial, ficam os trabalhadores autorizados, em busca de representação a acionar a Federação Sindical de sua categoria. Em caso de omissão dessa última, os trabalhadores, podem, ainda, acionar a Confederação Sindical, uma vez ser indispensável para as discussões coletivas de trabalho a representação sindical, Artigo 8º, VI, CF/88. No entanto, na ausência ou omissão das três Entidades sindicais supracitadas, há que se suscitar, ainda, que ficam os trabalhadores autorizados à criação de uma “Comissão de Trabalhadores” para que possam representar seus interesses, esta última, figura como a exceção da exceção, possuindo extremo caráter de subsidiariedade, cabendo elucidar, portanto, a não recepção do Artigo 617, §1, CLT pela Constituição de 88 no que diz respeito à possibilidade de negociação sem uma Entidade Sindical, a qual se torna revogada tacitamente.
Não obstante ao exposto acima, é importante relembrar a ponderação de um mecanismo excepcional quanto ao Artigo 617, §1, CLT, onde uma corrente jurisprudencial “aceita-o” desde que se trate de recusa sindical injustificada, indubitavelmente abusiva e conjuntamente à isso o documento coletivo negociado deve respeitar aos limites do princípio da adequação setorial negociada, aplicados sobre toda e qualquer negociação coletiva, que ainda que não seja absoluta, deve respeitar os direitos indisponíveis do trabalhador.
Abre-se um parêntese no que diz respeito a tal princípio supracitado, o qual determina a harmonização das normas heterônomas e as normas autônomas juscoletivas, estabelecendo dois critérios a serem respeitados: padrão de direitos superior ao da legislação, criando direitos mais benéficos e autorização de transação de direitos relativamente indisponíveis.

## Lista
- Confederação Nacional dos Trabalhadores na Indústria
- Confederação Nacional dos Trabalhadores no Comércio
- Confederação Nacional dos Trabalhadores em Transportes Marítimos, Fluviais e Aéreos
- Confederação Nacional dos Trabalhadores em Transportes Terrestres
- Confederação Nacional dos Trabalhadores em Comunicações e Publicidade
- Confederação Nacional dos Trabalhadores nas Empresas de Crédito
- Confederação Nacional dos Trabalhadores em Estabelecimentos de Educação e Cultura
- Confederação Nacional das Profissões Liberais